# Шеллі (Айдахо)
Шеллі (англ. Shelley) — місто в окрузі Бінґгем, штат Айдахо, США. Згідно з переписом 2010 року населення становило 4 409 осіб, що на 596 осіб більше, ніж 2000 року.
Починаючи з 1927 року в місті щорічно проходить «Idaho Annual Spud Day», який святкують у 3-тю суботу вересня. Зазвичай святкування складається з параду, виступу музичних колективів, конкурсу зі збирання картоплі та поїдання картоплі-фрі.

## Географія
Шеллі розташоване за координатами 43°22′46″ пн. ш. 112°7′34″ зх. д. / 43.37944° пн. ш. 112.12611° зх. д. (43.379480, -112.126103).  За даними Бюро перепису населення США в 2010 році місто мало площу 4,69 км², уся площа — суходіл.

## Демографія

### Перепис 2010 року
Згідно з переписом 2010 року, у місті проживало 4 409 осіб у 1 445 домогосподарствах у складі 1 123 родин. Густота населення становила 940,5 особи/км². Було 1 531 помешкання, середня густота яких становила 326,6/км². Расовий склад міста: 89,0 % білих, 0,3 % афроамериканців, 0,8 % індіанців, 0,7 % азіатів, 0,2 % тихоокеанських остров'ян, 7,0 % інших рас, а також 2,1 % людей, які зараховують себе до двох або більше рас. Іспанці та латиноамериканці незалежно від раси становили 14,0 % населення.
Із 1 445 домогосподарств 49,1 % мали дітей віком до 18 років, які жили з батьками; 61,6 % були подружжями, які жили разом; 12,1 % мали господиню без чоловіка; 4,0 % мали господаря без дружини і 22,3 % не були родинами. 19,6 % домогосподарств складалися з однієї особи, в тому числі 7,1 % віком 65 і більше років. У середньому на домогосподарство припадало 3,05 мешканця, а середній розмір родини становив 3,53 особи.
Середній вік жителів міста становив 27,8 року. Із них 36,1 % були віком до 18 років; 9,6 % — від 18 до 24; 25,6 % від 25 до 44; 19,2 % від 45 до 64 і 9,5 % — 65 років або старші. Статевий склад населення: 49,4 % — чоловіки і 50,6 % — жінки.
Середній дохід на одне домашнє господарство  становив 55 325 доларів США (медіана — 51 794), а середній дохід на одну сім'ю — 59 568 доларів (медіана — 51 651). Медіана доходів становила 36 863 долари для чоловіків та 28 934 долари для жінок. За межею бідності перебувало 14,8 % осіб, у тому числі 16,2 % дітей у віці до 18 років та 15,3 % осіб у віці 65 років та старших.
Цивільне працевлаштоване населення становило 1714 особи. Основні галузі зайнятості: освіта, охорона здоров'я та соціальна допомога — 22,6 %, виробництво — 11,4 %, будівництво — 10,0 %, роздрібна торгівля — 9,1 %.

### Перепис 2000 року
Згідно з переписом 2000 року, в місті проживало 3 813 осіб у 1 201 домогосподарствах у складі 989 родин. Густота населення становила 1 115,3 особи/км². Було 1 253 помешкання, середня густота яких становила 366,5/км². Расовий склад міста: 89,93 % білих, 0,18 % афроамериканців, 0,68 % індіанців, 0,26 % азіатів, 0,03 % тихоокеанських остров'ян, 6,74 % інших рас і 2,18 % людей, які зараховують себе до двох або більше рас. Іспанці та латиноамериканці незалежно від раси становили 11,78 % населення.
Із 1 201 домогосподарств 48,9 % мали дітей віком до 18 років, які жили з батьками; 67,0 % були подружжями, які жили разом; 13,0 % мали господиню без чоловіка, і 17,6 % не були родинами. 15,3 % домогосподарств складалися з однієї особи, в тому числі 7,2 % віком 65 і більше років. У середньому на домогосподарство припадало 3,14 мешканця, а середній розмір родини становив 3,50 особи.
Віковий склад населення: 35,6 % віком до 18 років, 11,5 % від 18 до 24, 25,5 % від 25 до 44, 16,8 % від 45 до 64 і 10,6 % років і старші. Середній вік жителів — 27 року. Статевий склад населення: 49,0 % — чоловіки і 51,0 % — жінки.
Середній дохід домогосподарств у місті становив US$39 318, родин — $41 223. Середній дохід чоловіків становив $32 154 проти $20 121 у жінок. Дохід на душу населення в місті був $13 921. Приблизно 7,9 % родин і 9,6 % населення перебували за межею бідності, включаючи 10,6 % віком до 18 років і 2,0 % від 65 і старших.